# Ілюзії. Пригоди месії мимохіть
«Ілюзії. Пригоди месії мимохіть» (англ. Illusions: The Adventures of a Reluctant Messiah) — повість (за іншими джерелами — роман) американського письменника Річарда Баха 1977 року. Книга піддає сумніву погляди читача на реальність, стверджуючи, що те, що ми називаємо реальністю, є лише ілюзією, яку ми створили задля пізнання та розваги. 2014 року світ побачило продовження — «Ілюзії ІІ. Пригоди учня мимохіть».

## Ідея
У передмові до повісті Річард Бах так написав про свою ідею:
|  | А що якби з'явився хтось дуже вправний, здатний показати мені, як працює мій світ і як його контролювати? Що якби мені трапилася надрозвинена душа... Що якби в наш час з'явився Сіддхартха або Ісус, владний над ілюзіями світу, бо знає реальність, яка за ним стоїть? І що якби я міг особисто з ним зустрітися, якби він літав на біплані та приземлився в одній зі мною луці? Що б він сказав? Яким би він був? |

## Сюжет
Повість розповідає про двох пілотів-барнстормерів — самого автора Річарда Баха та месію нашого часу Дональда Шимоду, який, однак, вирішив більше не займатися месіанством, оскільки люди звертають увагу лише на його дива і є байдужими до того, що він має сказати. Вони вперше зустрілися у Феррисі, штат Іллінойс. Річард побачив «Тревел-Ейр 4000» та вирішив приземлити поруч свій «Фліт». Познайомившись, вони стають друзями та починають разом пропонувати всім охочим людям, які раніше не мали можливості літати або боялись наважитись на такий крок, прокататися за платню у три долари на борту їхній біпланів. Невдовзі Річард довідується, що Дон є месією, який, зрештою, переконує його, що весь світ — це ілюзія, наша уява. Шимода стає наставником Річарда, який незабаром здійснює й власні дива — випаровує хмари, ходить по воді, занурюється в землю тощо.
Книга закінчується тим, що Шимода бере участь у ток-шоу на радіо, де відповідає на запитання слухачів та переконує їх, що вони усі можуть робити все, що захочуть. Така думка викликала невдоволення у слухачів, а один із додзвонювачів навіть погрожує йому розправою, оскільки за словами Дона, він вільний робите те, що забажає. Розлючений чоловік дотримується свого слова та вбиває Дона пострілом з дробовика, а після смерті свого друга Річард береться за написання цієї книги.

## Адаптації та продовження
З 19 червня по 30 липня 1978 року частинами виходив однойменний комікс — «Ілюзії»
2004 року окремою книгою вийшов «Довідник месії. Нагадування для розвинутої душі» (англ. Messiah's handbook: Reminders for the advanced soul), яким у повісті користувався Річард. Видання містило цитати з «Ілюзій» та нові афоризми, що написані на основі філософського підґрунтя твору.
2014 року світ побачило продовження — книга «Ілюзії ІІ. Пригоди учня мимохіть», яку Річард Бах написав після авіакатастрофи.

## Переклади українською
- Ричард Бах. Ілюзії. Пригоди месії мимохіть. — К. : КМ-Букс, 2016. — 128 с. — ISBN 978-617-7409-16-7.. Переклад Дмитра Шостака
- Річард Бах «Ілюзії або пригоди месії мимоволі». Переклад Валерія Грузина. Журнал «Всесвіт», 1989 [Архівовано 12 червня 2018 у Wayback Machine.]